# Hypomyces puertoricensis
Hypomyces puertoricensis är en svampart som beskrevs av Samuels, K. Põldmaa & Lodge 1997. Hypomyces puertoricensis ingår i släktet Hypomyces och familjen Hypocreaceae.   Inga underarter finns listade i Catalogue of Life.